# Samuel Daniel

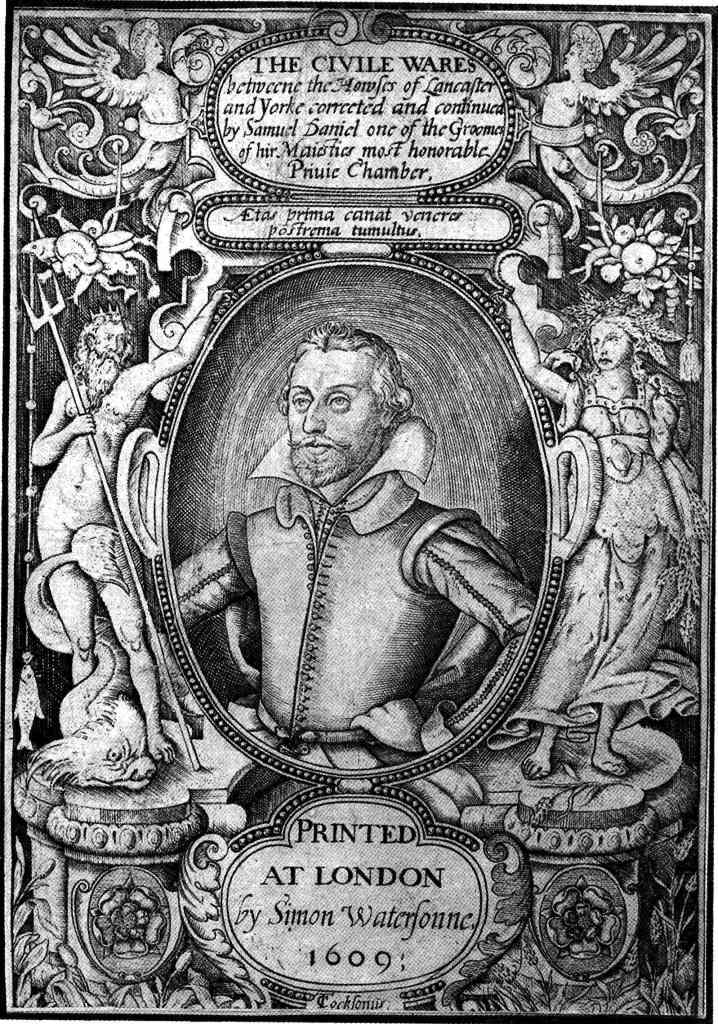
Samuel Daniel.

Samuel Daniel,  född 1562, död den 14 oktober 1619, var en engelsk skald och historieskrivare.
Daniel innehade flera ämbeten vid hovet. Han skrev sonetter, romanser, tragedier och maskspel med mera samt utmärkte sig genom tankerikedom och fin smak. 
Som Daniels huvudarbete nämns den stora dikten History of the civil wars between York and Lancaster. Hans verk utgavs av Grosart i 3 band 1885-1887.